# Ґульраїз Ахтар
Ґульраїз Ахтар (2 лютого 1943 — 1 листопада 2021) — пакистанський хокеїст на траві.
Олімпійський чемпіон 1968 року.
Переможець Азійських ігор 1970 року.